# Marcello Prestinari
Marcello Prestinari (Casalino, 19 aprile 1847 – Asiago, 10 giugno 1916) è stato un militare italiano.

## Biografia
Si arruolò nel neocostituito Esercito Italiano frequentando l'accademia militare e venendo assegnato come ufficiale del corpo dei bersaglieri. Inviato in Colonia eritrea nel 1887, fece parte della spedizione di consolidamento delle posizioni italiane in Eritrea diretta dal generale Asinari di San Marzano come aiutante di campo del colonnello Coriolano Ponza di San Martino.
Tornato in seguito in Africa nel 1894, partecipò come comandante di un battaglione ascari durante la battaglia di Coatit, nella guerra coloniale contro il negus Menelik del 1895.
Promosso maggiore, gli fu ordinato di presidiare il fortino di Adigrat alla testa dei cacciatori d'Africa, che difese per oltre due mesi dall'assedio dagli Abissini prima di poterlo evacuare, non prima di averne ricevuto il permesso direttamente dal Re d'Italia, pochi mesi prima della disfatta di Adua del 1896.
Pur collocato a riposo sin dal 1904, benché settantenne si presentò ugualmente volontario per la prima guerra mondiale, dove nell'estate del 1915 ebbe il comando della Brigata Etna, alla cui testa si distinse per la difesa della Trincea delle Frasche; l'anno successivo partecipò alla difesa del Monte Portecche sull'altopiano di Asiago dove cadde colpito mortalmente. Per tale atto di eroismo ebbe la massima onorificenza militare alla memoria.
Il giorno stesso della sua morte Prestinari fece fucilare otto soldati della Brigata Etna, considerati colpevoli di sbandamento. Secondo l'Almanacco Socialista Italiano le pallottole che lo colpirono alla gola potrebbero essere state sparate dagli stessi militari della brigata per vendicare i commilitoni.
Ottimo e carismatico organizzatore di reparti eritrei, il suo nome è ancora ricordato in proverbi popolari eritrei ed in un canto tradizionale che di seguito viene riportato.
'